# Elecciones presidenciales de Filipinas de 1961
Las elecciones presidenciales de Filipinas de 1961 se celebraron el 14 de noviembre. Carlos P. García aspiró a la reelección, pero fue derrotado por Diosdado Macapagal, del Partido Liberal, luego de que este formara una "Gran Alianza" con el Partido Progresista. Macapagal es, hasta el momento, el único vicepresidente en haber derrotado a su presidente en una elección presidencial. Hubo otros cuatro candidatos, pero ninguno de ellos recibió más de diez votos en total.

## Resultados

### Presidenciales
| Candidatos           | Candidatos           | Partidos             | Votos     | %      |
| -------------------- | -------------------- | -------------------- | --------- | ------ |
|                      | Diosdado Macapagal   | Partido Liberal      | 3.554.840 | 55.05% |
|                      | Carlos P. Garcia     | Partido Nacionalista | 2.902.996 | 44.95% |
|                      | Alfredo Abcede       | Partido Federalista  | 8         | 0.00%  |
|                      | German P. Villanueva | Independiente        | 2         | 0.00%  |
|                      | Gregorio L. Llanza   | Independiente        | 2         | 0.00%  |
|                      | Praxedes Floro       | Independiente        | 0         | 0.00%  |
|                      |                      |                      |           |        |
| Total                | Total                | Total                | 6.457.817 | 100%   |
|                      |                      |                      |           |        |
| Votos válidos        | Votos válidos        | Votos válidos        | 6.457.817 | 95.8%  |
| Votos anulados       | Votos anulados       | Votos anulados       | 280.988   | 4.2%   |
| Votos en total       | Votos en total       | Votos en total       | 6.738.805 | 79.4%  |
| Votantes registrados | Votantes registrados | Votantes registrados | 8.483.568 |        |

### Vicepresidenciales
| Candidato            | Partido              | Partido                        | Resultados | Resultados |
| Candidato            | Partido              | Partido                        | Votos      | %          |
| -------------------- | -------------------- | ------------------------------ | ---------- | ---------- |
| Emmanuel Pelaez      |                      | Partido Liberal                | 2.394.400  | 37.57%     |
| Sergio Osmeña, Jr.   |                      | Independiente                  | 2.190.424  | 34.37%     |
| Gil Puyat            |                      | Partido Nacionalista           | 1.787.987  | 28.06%     |
| Chencay Reyes Juta   |                      | Partido del Estatus de Dominio | 2          | 0.00%      |
| Votos válidos        | Votos válidos        | Votos válidos                  | 6.732.813  | 94.6%      |
| Votos anulados       | Votos anulados       | Votos anulados                 | 365.992    | 5.4%       |
| Votos en total       | Votos en total       | Votos en total                 | 6.738.805  | 79.4%      |
| Votantes registrados | Votantes registrados | Votantes registrados           | 8.483.568  | 100.00%    |